# Naruto: Clash of Ninja
Naruto: Clash of Ninja (яп. NARUTO -ナルト- 激闘忍者大戦! Наруто: гэкито: ниндзя тайсэн, Naruto Gekitou Ninja Taisen) — сэл-шейдинговая 3D-видеоигра в жанре «файтинг», разработанная Eighting и выпущенная компаниями D3 Publisher и Tomy. Она сделана по мотивам популярной японской серии манги и аниме «Наруто» и является первой игрой в одноимённой серии. Задача игроков — выбрать двух персонажей манги и аниме «Наруто» и сражаться друг с другом, используя в бою как обычные приёмы, так и специальные усиленные атаки. Clash of Ninja была выпущена 11 апреля 2003 года, а в 2006 году издана в США практически без изменений. Мнения фанатов по поводу игры разделились: одни одобрили простую и лёгкую в изучении боевую систему, другие — подвергли её суровой критике и неодобрительно отозвались о количестве материала, открываемого в процессе прохождения. Игра предназначена для платформы GameCube.

## Игровой процесс
Игрок получает в своё распоряжение одного из нескольких персонажей, играющих собственную роль в сюжете манги и аниме «Наруто». Далее, как и в других играх-файтингах, в Clash of Ninja следует битва с другим персонажем, управляемым искусственным интеллектом или другим игроком в зависимости от выбранного режима. Основная цель — уменьшить количество здоровья противника до нуля с помощью набора базовых техник и специальных атак, уникальных для каждого отдельного персонажа. Эти супер-атаки базируется на приёмах, используемых персонажами первоисточника (манги и аниме). Например, Наруто Удзумаки использует свою фирменную технику Клонов-теней (яп. 影分身の術 Кагэ бунсин но дзюцу).

## Разработка
Оригинальная японская версия Clash of Ninja, первая в серии Clash of Ninja, вышла 11 апреля 2003 года. В октябре 2005 года было заявлено о выпуске этой игры и её сиквела (Clash of Ninja 2) в США. Масато Тоёсима, один из представителей компании Eighting, рассказывал, что игра сделана таким образом, чтобы нравиться как опытным игрокам, так и новичкам. По заявлению Тоёсимы, команда разработчиков гордится удачным использованием сел-шейдинговой графики, которая помогла сделать игру внешне похожей на первоисточник.

## Отзывы
| Сводный рейтинг | Сводный рейтинг |
| Агрегатор       | Оценка          |
| --------------- | --------------- |
| GameRankings    | 67,35 %         |